# Klenkendorf
Klenkendorf (niederdeutsch Klenkendörp) ist ein Ortsteil der Gemeinde Gnarrenburg im niedersächsischen Landkreis Rotenburg (Wümme).

## Geographische Lage
Umschlossen wird Klenkendorf von den Ortschaften Fahrendorf im Norden, Minstedt und Sandbostel im Osten, Langenhausen im Süden und Brillit im Westen. Von Nordwesten nach Südosten verläuft die Kreisstraße 101. Durch das Ortsgebiet verläuft der Oste-Hamme-Kanal.

## Geschichte

### Ortsgründung
Die Moorkolonie Klenkendorf wurde am 27. September 1823 mit 27 Siedlungsplätzen durch den Moorkolonisator Jürgen Christian Findorff gegründet.

### Namensgebung
Der Name „Klenkendorf“ entstand als Andenken an Claus von Klenck, dem im Jahr 1821 verstorbenen Oberhauptmann des Amtes Bremervörde.

### Eingemeindungen
Am 8. April 1974 wurde Klenkendorf im Zuge der Gebietsreform in die Gemeinde Gnarrenburg eingegliedert.

### Einwohnerentwicklung
| Jahr      | 1910 | 1925 | 1933 | 1939 | 2011 | 2012 | 2016 |
| --------- | ---- | ---- | ---- | ---- | ---- | ---- | ---- |
| Einwohner | 356  | 337  | 294  | 300  | 255  | 244  | 238  |

(Quellen: 1910, 1925–1939, 2011–2016 laut Versionsgeschichte des Ortes jeweils zum 31. Dezember)

## Politik

### Gemeinderat und Bürgermeister
Auf kommunaler Ebene wird der Ortsteil Klenkendorf vom Gnarrenburger Gemeinderat vertreten.

### Ortsvorsteher
Aktueller Ortsvorsteher ist Johann Steffens (Einzelvorschlag Johann Steffens).

### Wappen
Auf grünem Hintergrund zentral einen Torfkahn auf silbernen Wellen über einem schwarzen Schildfuß mit drei goldenen Moorbulten.

## Denkmalgeschützte Gebäude
Zur Findorffsiedlung Klenkendorf gehörten 28 Siedlungsstellen südlich des Oste-Hamme-Kanals und mit diesem Haus acht erhaltene denkmalgeschützte Wohn- und Wirtschaftsgebäude: Nr. 5, 8, 15, 16, 21, 22, 22, 24 und 26; alle in Fachwerk:
- Wohn- und Wirtschaftsgebäude Klenkendorf 5 vom 19. Jahrhundert
- Wohn- und Wirtschaftsgebäude Klenkendorf 8 von 1829
- Wohn- und Wirtschaftsgebäude Klenkendorf 15 vom 19. Jh.
- Wohn- und Wirtschaftsgebäude Klenkendorf 16 vom 19. Jh.
- Wohn- und Wirtschaftsgebäude Klenkendorf 21 von 1831
- Wohn- und Wirtschaftsgebäude Klenkendorf 22 von 1824
- Wohn- und Wirtschaftsgebäude Klenkendorf 24 vom 19. Jh.
- Wohn- und Wirtschaftsgebäude Klenkendorf 26 von 1901